# Acronicta obscura
Acronicta obscura är en fjärilsart som beskrevs av H. Edwards 1886. Acronicta obscura ingår i släktet Acronicta och familjen nattflyn. Inga underarter finns listade i Catalogue of Life.